# プット (バンド)
プット（クロアチア語:Put）は、クロアチア・リエカの音楽グループである。そのグループ名はクロアチア語で「道」を意味する。ユーロビジョン・ソング・コンテストの初のクロアチア代表として1993年大会に参加し、「Don't Ever Cry」を歌った。
クロアチアがユーゴスラビア社会主義連邦共和国から独立した後、ユーロビジョン・ソング・コンテストで初めてのクロアチア代表として1993年大会への参加を目指し、プトカジのメンバーから選ばれて結成された。この年のユーロビジョンは初めて参加を希望する国が多数であったため、新規参入国を対象とした予選にあたるクヴァリフィカツィヤ・ザ・ミルストリートがスロベニアのリュブリャナにて行われ、プットはこの予選を2位で通過し、アイルランドのミルストリートで開催されるユーロビジョンの本大会に臨んだ。大会では31得点を集めて15位に終わった。